# Porcellio zealandicus
Porcellio zealandicus är en kräftdjursart som beskrevs av Edward John Miers 1876.
Porcellio zealandicus ingår i släktet Porcellio och familjen Porcellionidae. Inga underarter finns listade i Catalogue of Life.